# Copa de la Liga de Portugal 2020-21
La Copa de la Liga de Portugal 2020-21 (también conocida como Allianz Cup por motivos de patrocinio) fue la XIV edición de la Copa de la Liga de Portugal. La Copa comenzó el 15 de diciembre  de 2020, y terminó el 23 de enero de 2021 con la final.
Debido a las limitaciones del calendario surgida por la Pandemia de COVID-19, esta temporada tendrá un formato provisional, donde solo la disputaran 8 equipos, en vez de los 34 habituales.
El final four y la final fueron jugados en el Estadio Dr. Magalhães Pessoa en Leiría.
Sporting de Lisboa es el actual campeón tras vencer en la final 1-0 al Braga, ganando su 3.er título de copa.

## Formato
Los seis mejores equipos de la Primeira Liga y los dos mejores equipos no filiales de la Segunda División, a finales de noviembre (jornada 8 para Primeira Liga y jornada 10 para Segunda División) se emparejaron de acuerdo con sus posiciones de liga para los cuartos de final.
- 1.er puesto (Primeira Liga) vs. 2.º puesto (Segunda División)
- 2.º puesto (Primeira Liga) vs 1.er puesto (Segunda División)
- 3.er lugar (Primeira Liga) vs. 6.º lugar (Primeira Liga)
- 4.º puesto (Primeira Liga) vs 5.º puesto (Primeira Liga)

## Equipos participantes
| Equipos              | Liga             | Posición (Final noviembre de 2020) |
| -------------------- | ---------------- | ---------------------------------- |
| Sporting de Lisboa   | Primeira Liga    | 1°                                 |
| Braga                | Primeira Liga    | 2°                                 |
| SL Benfica           | Primeira Liga    | 3°                                 |
| Porto                | Primeira Liga    | 4°                                 |
| Paços de Ferreira    | Primeira Liga    | 5°                                 |
| Vitória de Guimarães | Primeira Liga    | 6°                                 |
| Estoril              | Segunda División | 1°                                 |
| Mafra                | Segunda División | 2°                                 |

## Cuartos de final
Los equipos se emparejaron según su posición en liga a final de noviembre, los 4 mejores clasificados ejercieron de local.
| 15 de diciembre de 2020, 20:15 | Sporting de Lisboa        | 2:0 (0:0) | Mafra | Estadio José Alvalade, Lisboa                        |                                                      |
|                                | - Šporar 64' - Tabata 70' | Reporte   |       | Asistencia: 0 espectadores Árbitro(s): Tiago Martins | Asistencia: 0 espectadores Árbitro(s): Tiago Martins |

| 16 de diciembre de 2020, 18:45 | Porto                      | 2:1 (0:0) | Paços de Ferreira | Estadio do Dragão, Oporto                            |                                                      |
|                                | - Sarr 73' - Luis Díaz 81' | Reporte   | - 82' Castanheira | Asistencia: 0 espectadores Árbitro(s): António Nobre | Asistencia: 0 espectadores Árbitro(s): António Nobre |

| 16 de diciembre de 2020, 21:00 | Benfica                                 | 1:1 (0:1) (4:1 p.)         | Vitória de Guimarães      | Estadio da Luz, Lisboa                                 |                                                        |
|                                | - Pizzi 83'                             | Reporte                    | - 16' Estupiñán           | Asistencia: 0 espectadores Árbitro(s): Fábio Veríssimo | Asistencia: 0 espectadores Árbitro(s): Fábio Veríssimo |
|                                |                                         | Tiros desde el punto penal |                           |                                                        |                                                        |
|                                | - Éverton - Pizzi - Gabriel - Seferović |                            | - Almeida - Pepelu - Poha |                                                        |                                                        |

| 17 de diciembre de 2020, 20:15 | Benfica                | 3:1 (1:0) | Estoril            | Municipal de Braga, Lisboa                          |                                                     |
|                                | - Paulinho 14' 59' 78' | Reporte   | - 64' André Franco | Asistencia: 0 espectadores Árbitro(s): Luís Godinho | Asistencia: 0 espectadores Árbitro(s): Luís Godinho |

## Final Four
En el Final Four jugaron los 4 ganadores de los cuartos de final, las semifinales se disputaron el 19 y 20 de enero de 2021 y la final se jugó el 23 de enero. El sorteo se realizó el 21 de diciembre de 2020 a las 12:00 vía streaming.
|  | Semifinales        | Semifinales |       |                    | Final | Final |  |
|  |                    |             |       |                    |       |       |  |
|  |                    |             |       |                    |       |       |  |
|  | Sporting de Lisboa | 2           |       |                    |       |       |  |
|  | Sporting de Lisboa | 2           |       |                    |       |       |  |
|  | Porto              | 1           |       |                    |       |       |  |
|  | Porto              | 1           |       | Sporting de Lisboa | 1     |       |  |
|  |                    |             |       | Sporting de Lisboa | 1     |       |  |
|  |                    |             | Braga | 0                  |       |       |  |
|  | Braga              | 2           | Braga | 0                  |       |       |  |
|  | Braga              | 2           |       |                    |       |       |  |
|  | Benfica            | 1           |       |                    |       |       |  |
|  | Benfica            | 1           |       |                    |       |       |  |
|  |                    |             |       |                    |       |       |  |

### Semifinales

#### Sporting de Lisboa - Porto
| 19 de enero de 2021, 19:45 | Sporting de Lisboa | 2:1 (0:0) | Porto        | Dr. Magalhães Pessoa, Leiría                         |                                                      |
|                            | - Cabral 86' 90+4' | Reporte   | - 79' Marega | Asistencia: 0 espectadores Árbitro(s): João Pinheiro | Asistencia: 0 espectadores Árbitro(s): João Pinheiro |

| Uniformes | Uniformes |
| --------- | --------- |
|           |           |

#### Braga - Benfica
| 20 de enero de 2021, 19:45 | Braga                         | 2:1 (1:1) | Benfica     | Dr. Magalhães Pessoa, Leiría                           |                                                        |
|                            | - Abel Ruiz 28' - Tormena 59' | Reporte   | - 45' Pizzi | Asistencia: 0 espectadores Árbitro(s): Fábio Veríssimo | Asistencia: 0 espectadores Árbitro(s): Fábio Veríssimo |

| Uniformes | Uniformes |
| --------- | --------- |
|           |           |

### Final
| 1     | Guardameta     | Antonio Adán     |     |
| 52    | Defensa        | Gonçalo Inácio   | 89' |
| 4     | Defensa        | Sebastián Coates |     |
| 3     | Defensa        | Zouhair Feddal   |     |
| 24    | Centrocampista | Pedro Porro      |     |
| 17    | Centrocampista | João Mário       | 68' |
| 6     | Centrocampista | João Palhinha    |     |
| 5     | Centrocampista | Nuno Mendes      |     |
| 28    | Delantero      | Pedro Gonçalves  |     |
| 19    | Delantero      | Tiago Tomás      | 59' |
| 77    | Delantero      | Jovane Cabral    | 46' |
| D. T. | D. T.          | Rúben Amorim     |     |

| 1     | Guardameta     | Matheus          |     |
| 3     | Defensa        | Vítor Tormena    |     |
| 16    | Defensa        | David Carmo      |     |
| 5     | Defensa        | Nuno Sequeira    |     |
| 47    | Centrocampista | Ricardo Esgaio   |     |
| 8     | Centrocampista | Ali Musrati      |     |
| 88    | Centrocampista | André Castro     | 62' |
| 90    | Centrocampista | Galeno           |     |
| 21    | Centrocampista | Ricardo Horta    |     |
| 27    | Centrocampista | Fransérgio       | 73' |
| 9     | Delantero      | Abel Ruiz        | 46' |
| D. T. | D. T.          | Carlos Carvalhal |     |

| 11 | Delantero      | Nuno Santos   | 46' |
| 9  | Delantero      | Andraž Šporar | 59' |
| 8  | Centrocampista | Matheus Nunes | 68' |
| 13 | Defensa        | Luis Neto     | 89' |

| 20 | Delantero      | Paulinho      | 46' |
| 45 | Centrocampista | Iuri Medeiros | 62' |
| 7  | Centrocampista | João Novais   | 73' |

| 41' | Pedro Porro | 1:0 |

| 24' · 76' · 81' · 88' · 90+5' · 90+6' | Jovane Cabral Nuno Mendes Pedro Porro Matheus Nunes Pedro Gonçalves Luis Neto |

| 32' · 90+4' | Nuno Sequeira Ali Musrati |

| 90+7' | Pedro Gonçalves |

| Principal  | Tiago Martins |
| Asistentes | André Campos  |
|            | Pedro Mota    |
| Cuarto     | Manuel Mota   |

| VAR            | Hugo Miguel    |
| Asistentes VAR | Ricardo Santos |

|  |                    |     |     |
|  | Tiros              | 7   | 15  |
|  | Tiros a puerta     | 4   | 5   |
|  | Faltas             | 22  | 24  |
|  | Saques de esquina  | 3   | 7   |
|  | Penaltis           | 0   | 0   |
|  | Fueras de juego    | 0   | 5   |
|  | Posesión del balón | 41% | 59% |

| 1     | Guardameta     | Antonio Adán     |     |
| 52    | Defensa        | Gonçalo Inácio   | 89' |
| 4     | Defensa        | Sebastián Coates |     |
| 3     | Defensa        | Zouhair Feddal   |     |
| 24    | Centrocampista | Pedro Porro      |     |
| 17    | Centrocampista | João Mário       | 68' |
| 6     | Centrocampista | João Palhinha    |     |
| 5     | Centrocampista | Nuno Mendes      |     |
| 28    | Delantero      | Pedro Gonçalves  |     |
| 19    | Delantero      | Tiago Tomás      | 59' |
| 77    | Delantero      | Jovane Cabral    | 46' |
| D. T. | D. T.          | Rúben Amorim     |     |

| 1     | Guardameta     | Matheus          |     |
| 3     | Defensa        | Vítor Tormena    |     |
| 16    | Defensa        | David Carmo      |     |
| 5     | Defensa        | Nuno Sequeira    |     |
| 47    | Centrocampista | Ricardo Esgaio   |     |
| 8     | Centrocampista | Ali Musrati      |     |
| 88    | Centrocampista | André Castro     | 62' |
| 90    | Centrocampista | Galeno           |     |
| 21    | Centrocampista | Ricardo Horta    |     |
| 27    | Centrocampista | Fransérgio       | 73' |
| 9     | Delantero      | Abel Ruiz        | 46' |
| D. T. | D. T.          | Carlos Carvalhal |     |

| 11 | Delantero      | Nuno Santos   | 46' |
| 9  | Delantero      | Andraž Šporar | 59' |
| 8  | Centrocampista | Matheus Nunes | 68' |
| 13 | Defensa        | Luis Neto     | 89' |

| 20 | Delantero      | Paulinho      | 46' |
| 45 | Centrocampista | Iuri Medeiros | 62' |
| 7  | Centrocampista | João Novais   | 73' |

| 41' | Pedro Porro | 1:0 |

| 24' · 76' · 81' · 88' · 90+5' · 90+6' | Jovane Cabral Nuno Mendes Pedro Porro Matheus Nunes Pedro Gonçalves Luis Neto |

| 32' · 90+4' | Nuno Sequeira Ali Musrati |

| 90+7' | Pedro Gonçalves |

| Principal  | Tiago Martins |
| Asistentes | André Campos  |
|            | Pedro Mota    |
| Cuarto     | Manuel Mota   |

| VAR            | Hugo Miguel    |
| Asistentes VAR | Ricardo Santos |

|  |                    |     |     |
|  | Tiros              | 7   | 15  |
|  | Tiros a puerta     | 4   | 5   |
|  | Faltas             | 22  | 24  |
|  | Saques de esquina  | 3   | 7   |
|  | Penaltis           | 0   | 0   |
|  | Fueras de juego    | 0   | 5   |
|  | Posesión del balón | 41% | 59% |

| 1     | Guardameta     | Antonio Adán     |     |
| 52    | Defensa        | Gonçalo Inácio   | 89' |
| 4     | Defensa        | Sebastián Coates |     |
| 3     | Defensa        | Zouhair Feddal   |     |
| 24    | Centrocampista | Pedro Porro      |     |
| 17    | Centrocampista | João Mário       | 68' |
| 6     | Centrocampista | João Palhinha    |     |
| 5     | Centrocampista | Nuno Mendes      |     |
| 28    | Delantero      | Pedro Gonçalves  |     |
| 19    | Delantero      | Tiago Tomás      | 59' |
| 77    | Delantero      | Jovane Cabral    | 46' |
| D. T. | D. T.          | Rúben Amorim     |     |

| 1     | Guardameta     | Matheus          |     |
| 3     | Defensa        | Vítor Tormena    |     |
| 16    | Defensa        | David Carmo      |     |
| 5     | Defensa        | Nuno Sequeira    |     |
| 47    | Centrocampista | Ricardo Esgaio   |     |
| 8     | Centrocampista | Ali Musrati      |     |
| 88    | Centrocampista | André Castro     | 62' |
| 90    | Centrocampista | Galeno           |     |
| 21    | Centrocampista | Ricardo Horta    |     |
| 27    | Centrocampista | Fransérgio       | 73' |
| 9     | Delantero      | Abel Ruiz        | 46' |
| D. T. | D. T.          | Carlos Carvalhal |     |

| 11 | Delantero      | Nuno Santos   | 46' |
| 9  | Delantero      | Andraž Šporar | 59' |
| 8  | Centrocampista | Matheus Nunes | 68' |
| 13 | Defensa        | Luis Neto     | 89' |

| 20 | Delantero      | Paulinho      | 46' |
| 45 | Centrocampista | Iuri Medeiros | 62' |
| 7  | Centrocampista | João Novais   | 73' |

| 41' | Pedro Porro | 1:0 |

| 24' · 76' · 81' · 88' · 90+5' · 90+6' | Jovane Cabral Nuno Mendes Pedro Porro Matheus Nunes Pedro Gonçalves Luis Neto |

| 32' · 90+4' | Nuno Sequeira Ali Musrati |

| 90+7' | Pedro Gonçalves |

| Principal  | Tiago Martins |
| Asistentes | André Campos  |
|            | Pedro Mota    |
| Cuarto     | Manuel Mota   |

| VAR            | Hugo Miguel    |
| Asistentes VAR | Ricardo Santos |

|  |                    |     |     |
|  | Tiros              | 7   | 15  |
|  | Tiros a puerta     | 4   | 5   |
|  | Faltas             | 22  | 24  |
|  | Saques de esquina  | 3   | 7   |
|  | Penaltis           | 0   | 0   |
|  | Fueras de juego    | 0   | 5   |
|  | Posesión del balón | 41% | 59% |

| 1     | Guardameta     | Antonio Adán     |     |
| 52    | Defensa        | Gonçalo Inácio   | 89' |
| 4     | Defensa        | Sebastián Coates |     |
| 3     | Defensa        | Zouhair Feddal   |     |
| 24    | Centrocampista | Pedro Porro      |     |
| 17    | Centrocampista | João Mário       | 68' |
| 6     | Centrocampista | João Palhinha    |     |
| 5     | Centrocampista | Nuno Mendes      |     |
| 28    | Delantero      | Pedro Gonçalves  |     |
| 19    | Delantero      | Tiago Tomás      | 59' |
| 77    | Delantero      | Jovane Cabral    | 46' |
| D. T. | D. T.          | Rúben Amorim     |     |

| 1     | Guardameta     | Matheus          |     |
| 3     | Defensa        | Vítor Tormena    |     |
| 16    | Defensa        | David Carmo      |     |
| 5     | Defensa        | Nuno Sequeira    |     |
| 47    | Centrocampista | Ricardo Esgaio   |     |
| 8     | Centrocampista | Ali Musrati      |     |
| 88    | Centrocampista | André Castro     | 62' |
| 90    | Centrocampista | Galeno           |     |
| 21    | Centrocampista | Ricardo Horta    |     |
| 27    | Centrocampista | Fransérgio       | 73' |
| 9     | Delantero      | Abel Ruiz        | 46' |
| D. T. | D. T.          | Carlos Carvalhal |     |

| 11 | Delantero      | Nuno Santos   | 46' |
| 9  | Delantero      | Andraž Šporar | 59' |
| 8  | Centrocampista | Matheus Nunes | 68' |
| 13 | Defensa        | Luis Neto     | 89' |

| 20 | Delantero      | Paulinho      | 46' |
| 45 | Centrocampista | Iuri Medeiros | 62' |
| 7  | Centrocampista | João Novais   | 73' |

| 41' | Pedro Porro | 1:0 |

| 24' · 76' · 81' · 88' · 90+5' · 90+6' | Jovane Cabral Nuno Mendes Pedro Porro Matheus Nunes Pedro Gonçalves Luis Neto |

| 32' · 90+4' | Nuno Sequeira Ali Musrati |

| 90+7' | Pedro Gonçalves |

| Principal  | Tiago Martins |
| Asistentes | André Campos  |
|            | Pedro Mota    |
| Cuarto     | Manuel Mota   |

| VAR            | Hugo Miguel    |
| Asistentes VAR | Ricardo Santos |

|  |                    |     |     |
|  | Tiros              | 7   | 15  |
|  | Tiros a puerta     | 4   | 5   |
|  | Faltas             | 22  | 24  |
|  | Saques de esquina  | 3   | 7   |
|  | Penaltis           | 0   | 0   |
|  | Fueras de juego    | 0   | 5   |
|  | Posesión del balón | 41% | 59% |

|                            |
| Campeón Sporting de Lisboa |
| 3er título                 |

## Estadísticas

### Goleadores
Actualizado el 20 de enero de 2021.
| Pos. | Jugador             | Equipo               | Goles |
| ---- | ------------------- | -------------------- | ----- |
| 1    | Paulinho            | Braga                | 3     |
| 2    | Jovane Cabral       | Sporting de Lisboa   | 2     |
| 2    | Pizzi               | Benfica              | 2     |
| 4    | Adriano Castanheira | Paços de Ferreira    | 1     |
| 4    | Bruno Tabata        | Sporting de Lisboa   | 1     |
| 4    | Oscar Estupiñán     | Vitória de Guimarães | 1     |
| 4    | Abel Ruiz           | Braga                | 1     |
| 4    | Luis Díaz           | Porto                | 1     |
| 4    | Moussa Marega       | Porto                | 1     |
| 4    | Andraž Šporar       | Sporting de Lisboa   | 1     |